# Martin Brandt (Jurist)
Martin Brandt (* 29. November 1958 in Oberkirch) ist ein deutscher Jurist. Er war von 2010 bis 2024 Richter am Bundesverwaltungsgericht.

## Leben
Brandt begann im November 1988 seine richterliche Tätigkeit  am Verwaltungsgericht Freiburg. Anschließend war er von Januar 1991 bis September 1994 als wissenschaftlicher Mitarbeiter an das Bundesverfassungsgericht in Karlsruhe abgeordnet. Im Januar 2001 wurde er zum Richter am Verwaltungsgerichtshof Baden-Württemberg ernannt und von November 2003 bis Dezember 2004 ans Staatsministerium Baden-Württemberg abgeordnet. Das Präsidium des Bundesverwaltungsgerichts wies Brandt dem 7. Revisionssenat des deutschen Bundesverwaltungsgerichts  zu. Brandt trat am 30. November 2024 in den Ruhestand.